# Тошихиро Хатори
Тошихиро Хатори (јап. 服部 年宏; 23. септембар 1973) јапански је фудбалер.

## Каријера
Током каријере је играо за Џубило Ивата, Токио Верди, Gainare Tottori, Гифу.

## Репрезентација
За репрезентацију Јапана дебитовао је 1996. године. Наступао је на два Светска првенства (1998. и 2002. године) и освојио је азијска купа (2000. године) с јапанском селекцијом. За тај тим је одиграо 44 утакмице и постигао 2 гола.

## Статистика
| Јапан  | Јапан   | Јапан  |
| Година | Наступи | Голови |
| ------ | ------- | ------ |
| 1996.  | 1       | 0      |
| 1997.  | 1       | 0      |
| 1998.  | 5       | 0      |
| 1999.  | 5       | 0      |
| 2000.  | 12      | 1      |
| 2001.  | 11      | 1      |
| 2002.  | 5       | 0      |
| 2003.  | 4       | 0      |
| Укупно | 44      | 2      |

## Трофеји

### Клуб
- Џеј лига (3): 1997, 1999, 2002.
- Лига Куп Јапана (1): 2003.
- Царски куп (1): 1998.

### Јапан
- Азијски куп (1): 2000.